# Liste der denkmalgeschützten Objekte in Dellach (Gailtal)
Die Liste der denkmalgeschützten Objekte in Dellach enthält die 12 denkmalgeschützten, unbeweglichen Objekte der Gemeinde Dellach im Gailtal in Kärnten.

## Denkmäler
| Foto |                 | Denkmal                                                              | Standort                                 | Beschreibung | Metadaten |
| ---- | --------------- | -------------------------------------------------------------------- | ---------------------------------------- | --- | --- |
| ja   | Datei hochladen | Burgruine Goldenstein HERIS-ID: 24975 Objekt-ID: 21389seit 2013      | westlich Goldberg 1 Standort KG: Dellach | Die im 14. Jahrhundert urkundlich erwähnte Burg wurde 1459 von den Görzern zerstört und daraufhin von den Habsburgern wiederaufgebaut. Der Verfall begann im 16. Jahrhundert. Auf steilen Felsen sind noch der untere Teil des Bergfrieds sowie Mauerreste der Burgbrücke, des Palas und der Wehrmauer erhalten. | BDA-Hist.: Q37889121 Status: Bescheid Stand der BDA-Liste: 2025-06-30 Name: Burgruine Goldenstein GstNr.: 873/1, 874/2                                                                        |
| ja   | Datei hochladen | Kapelle Maria Hilf HERIS-ID: 24164 Objekt-ID: 20539                  | westlich Goldberg 3 Standort KG: Dellach | Die dreiachsige barocke Kapelle mit 3/8-Schluss und Dachreiter wurde 1740 urkundlich erwähnt. Sie beinhaltet einen spätbarocken Altar und Bestühle aus dem ausgehenden 18. Jahrhundert. | BDA-Hist.: Q1412830 Status: Bescheid Stand der BDA-Liste: 2025-06-30 Name: Kapelle Maria Hilf GstNr.: .55 Filialkirche Goldberg (Gailtal)                                                     |
| ja   | Datei hochladen | Höhensiedlung Gurina HERIS-ID: 24176 Objekt-ID: 20551                | Obergurina Standort KG: Dellach          | Hier befand sich in der Hallstattzeit auf einer Kuppe ein großer Opferplatz. Später entstand hier eine große keltische Siedlung, um die man im 1. Jh. v. Chr. eine Befestigungsanlage schuf. Aus dieser Zeit wurden hier die ältesten Schriftzeugnisse auf österreichischem Gebiet gefunden. Um die Zeitenwende errichteten die Römer hier eine Stadt mit Befestigungsmauer, gallo-römischem Tempel und einem Verwaltungsgebäude von etwa 40 × 25 Meter Fläche. Die Blütezeit der römischen Siedlung endete noch vor der Mitte des 1. Jh. n. Chr. Ausgrabungen fanden 1884 bis 1887, in den 1990er Jahren und von 2004 bis 2008 statt. | BDA-Hist.: Q1555187 Status: Bescheid Stand der BDA-Liste: 2025-06-30 Name: Höhensiedlung Gurina GstNr.: 1589, 655/1, 655/2, 655/3, 655/4, 657, 658, 659, 1581/1, 651/1, 654, 660, 1588 Gurina |
| ja   | Datei hochladen | Kapelle Unsere Liebe Frau HERIS-ID: 24165 Objekt-ID: 20540           | in Leifling Standort KG: Dellach         | Die 1832 errichtete kleine Kapelle mit 5/8-Schluss und westlichen hölzernen Dachreiter birgt im Inneren einen kleinen barocken Altar aus der Mitte des 18. Jahrhunderts. 1987 wurde der Bau restauriert. | BDA-Hist.: Q37882419 Status: § 2a Stand der BDA-Liste: 2025-06-30 Name: Kapelle Unsere Liebe Frau GstNr.: .27 Kapelle in Leifling                                                             |
| ja   | Datei hochladen | Kath. Pfarrkirche hl. Daniel HERIS-ID: 24167 Objekt-ID: 20542        | Sankt Daniel Standort KG: Dellach        | Die spätgotische Kirche wurde im letzten Viertel des 15. Jahrhunderts errichtet, anstelle eines wesentlich älteren Vorgängerbaus, auf den vielleicht noch der Kern des massigen Turms zurückgeht. Die Schlusssteine des netzrippengewölbten vierjochigen Langhauses sind bemalt. Die Einrichtung ist teils im Stil der Neorenaissance (Hochaltar), teils neugotisch (Seitenaltäre und Kanzel, Schutzengelgruppe); eine Kreuzigungsgruppe und die Betstühle sind spätbarock. | BDA-Hist.: Q2083010 Status: § 2a Stand der BDA-Liste: 2025-06-30 Name: Kath. Pfarrkirche hl. Daniel GstNr.: .102, 3127 Pfarrkirche St. Daniel im Gailtal                                      |
| ja   | Datei hochladen | Kath. Filialkirche hl. Helena HERIS-ID: 24168 Objekt-ID: 20543       | Wieserberg Standort KG: Dellach          | Die etwa 10 Meter lange und 7 Meter breite romanische Kirche wurde um 1300 als Saalbau mit rund geschlossenem Triumphbogen und halbkreisförmiger Apsis errichtet. Bedeutend sind die spätromanischen Fresken im Innenraum der Kirche, auf denen unter anderem Majestas Domini, der Prophet Zacharias sowie die Könige David und Salomon dargestellt sind. | BDA-Hist.: Q1454395 Status: § 2a Stand der BDA-Liste: 2025-06-30 Name: Kath. Filialkirche hl. Helena GstNr.: .1 Filialkirche St. Helena Wieserberg                                            |
| ja   | Datei hochladen | Bildstock HERIS-ID: 24170 Objekt-ID: 20545                           | Wieserberg Standort KG: Dellach          | Am Fuß des Kirchenbergs steht ein schlichter Bildstock mit kleinem nachbarocken Altar und einer geschnitzten Pietà. 2015 wurde das Schindeldach erneuert. | BDA-Hist.: Q37882472 Status: § 2a Stand der BDA-Liste: 2025-06-30 Name: Bildstock GstNr.: 6 Bildstock Wieserberg                                                                              |
| ja   | Datei hochladen | Mauerspeicher bei Wieser HERIS-ID: 24169 Objekt-ID: 20544seit 2017   | bei Wieserberg 1 Standort KG: Dellach    | | BDA-Hist.: Q37882458 Status: Bescheid Stand der BDA-Liste: 2025-06-30 Name: Mauerspeicher bei Wieser GstNr.: .5 Mauerspeicher Wieserberg                                                      |
| ja   | Datei hochladen | Harpfe HERIS-ID: 111422 Objekt-ID: 129255seit 2017                   | bei Wieserberg 1 Standort KG: Dellach    | | BDA-Hist.: Q37824223 Status: Bescheid Stand der BDA-Liste: 2025-06-30 Name: Harpfe GstNr.: .3 Harpfe bei Wieserberg 1                                                                         |
| ja   | Datei hochladen | Befestigte Höhensiedlung St. Helena HERIS-ID: 24171 Objekt-ID: 20546 | Wieserberg Standort KG: Dellach          | Am Kirchhügel befindet sich ein vierstufiges Wallsystem. Nach Ausgrabungen in den Jahren 2001 und 2002 geht man von spätkeltischer Besiedlung des Hügels aus, aus jener Zeit vermutet man auch die Entstehung des ersten Walls. Erneuerungen und Erweiterungen des Wallsystems wurden in der Spätantike sowie im Hochmittelalter vorgenommen. Anmerkung: Das auf Grundstück 7/2 vermutete Königsgrab entpuppte sich bei Ausgrabungen 2001/2002 als eine während der Würm-Eiszeit natürlich entstandene Kuppe. | BDA-Hist.: Q37882490 Status: Bescheid Stand der BDA-Liste: 2025-06-30 Name: Befestigte Höhensiedlung St. Helena GstNr.: 7/2, 6                                                                |
| ja   | Datei hochladen | Kath. Filialkirche hl. Nikolaus HERIS-ID: 24976 Objekt-ID: 21390     | Dellach Standort KG: Dellach             | Die einfache Kirche, mit einschiffigem vierjochigen Langhaus und Chor mit 3/8-Schluss, wurde auf älterem Kern in der 2. Hälfte des 17. Jahrhunderts errichtet. Der Hauptaltar wurde historisierend aus verschiedenen, aus dem 17. und 18. Jahrhundert stammenden Teilen zusammengesetzt; außerdem enthält die Kirche zwei barocke Seitenaltäre. | BDA-Hist.: Q1412784 Status: § 2a Stand der BDA-Liste: 2025-06-30 Name: Kath. Filialkirche hl. Nikolaus GstNr.: .200/1 Filialkirche Dellach im Gailtal                                         |
| ja   | Datei hochladen | Bildstock hl. Johannes Nepomuk HERIS-ID: 24163 Objekt-ID: 20538      | Standort KG: Dellach                     | Der erst 1995 (nach Vorbild eines Jahrzehnte zuvor wegen Straßenbau geschleiften Bildstocks) errichtete Laubenbildstock birgt eine barocke Schnitzfigur Hl. Johannes Nepomuk. | BDA-Hist.: Q37882381 Status: § 2a Stand der BDA-Liste: 2025-06-30 Name: Bildstock hl. Johannes Nepomuk GstNr.: 3080/5 Nepomukkapelle (Dellach im Gailtal)                                     |